# 瑞士联邦宪章
瑞士联邦宪章（德語：Bundesbrief) 是反對神圣罗马帝国的三個地方烏里州、施維茨州和翁特瓦爾登州于1291年8月初签订的同盟条约。盟约规定同盟任何一州遭到外来侵犯时，要互相支援，不经其他州同意，任何人不得单独对外议和或结盟。宪章以拉丁文写成。該條約被視為瑞士最早的宪法文件之一。8月1日也因此被瑞士联邦定为瑞士國慶日。該條約的原本目前在瑞士联邦宪章博物馆展出。